# بيرم التونسي
محمود محمد مصطفى بيرم الحريري (23 مارس 1893 - 5 يناير 1961):14 وشهرته «بيرم التونسي» شاعر مصري، ذو أصول تونسية، ويُعد من أشهر شعراء العامية المصرية. ولد الشاعر بيرم التونسي لعائلة تونسية، كانت تعيش في مدينة الإسكندرية، بحي السيالة، في 23 مارس 1893. وفي وقت مبكر من صدر شبابه، ربط الفن بينه وبين سيد درويش، وعمق صداقتهما، وجمعهما في السهرات الفنية التي كانت تشهدها الإسكندرية في ذلك الوقت، وكتب بيرم لسيد درويش عدة أغان. ويدخل بيرم مجال الصحافة حيث أصدر صحيفة «المسلة» ، تبعها بعد ذلك بالعمل في عدة صحف مصرية.
ونُفِّيَ بيرم التونسي عدة مرات؛ فقد نُفي من مصر إلى تونس ثم إلى باريس، لتبدأ حياته كشاعر منفي يحن إلى وطنه وظهر ذلك في أعماله التي كان يقوم بها وهو في المنفى.:177 وقامت ثورة 1952 في مصر ففرح بها بيرم وأيدها وقال فيها الأشعار والأزجال.:153 وفي عام 1954 حصل بيرم على الجنسية المصرية. ثم دخل بيرم المجال الفني فألَّف الكثير من الأغاني والمسرحيات الغنائية وتعامل مع أم كلثوم، وفريد الأطرش، وأسمهان، ومحمد الكحلاوي، وشادية، ونور الهدى، ومحمد فوزي، كما قدم العديد من الأعمال الإذاعية. وهو ما دفع الرئيس جمال عبد الناصر إلى منحه جائزة الدولة التقديرية عن جهوده في الأدب والفن عام 1960.:189
ولم يمر عام على تقدير الدولة المصرية له حتى رحل عن الدنيا في مايو 1961، بعد معاناة مع مرض الربو، تاركا للأجيال التالية إرثًا كبيًرا من الأزجال والقصائد والمسرحيات، وتجربة عريضة مليئة بالدروس، خاصة في مجال النضال الاجتماعي من أجل الوطن، مما جعله يستحق عن جدارة لقب فنان الشعب، وشاعر العامية، وهرم الزجل.

## حياته

### نشأته

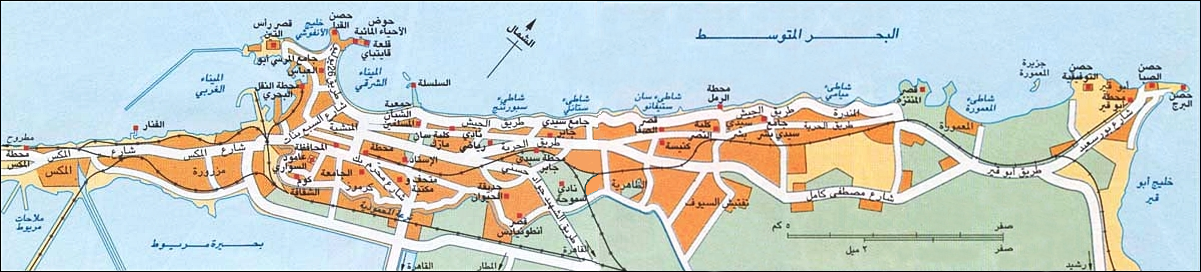
مدينة الإسكندرية، حيث وُلد بيرم.

ولد محمود محمد مصطفى بيرم، في حي الأنفوشي بمحافظة الإسكندرية بشارع البوريني بالسيالة، في يوم 23 مارس عام 1893.:13 وكان لبيرم أخت من أبيه تُسمى لبيبة والتي كانت تكبره بعشرين عاماً.:15 والتقى بيرم ذات يوم بأحد البنائين، الذين يأتون لخاله في نهاية الأسبوع لأخذ أجرتهم، وتجاذب الحديث معه، فروى له البناء قصة «السلك والوابور» وهي محاورة خفيفة الظل بين التلغراف والقطار، وعشق بيرم حديث هذا البناء فصار ينتظره كل أسبوع، ليروي له بعض القصص الشعبية التي يحفظها، وتطورت تلك الهواية الجديدة عند بيرم، إلى حد أنه أصبح لا يكتفي بسماعها بعد أن عرف مصدرها في حي الشمرلي؛ وبدأ يقتصد من مصروف يده ليشتري به من مكتبات هذا الحي كتب الأساطير الشعبية مثل «ألف ليلة وليلة»، «أبو زيد الهلالي»، «عنترة»، و «سيف بن ذي يزن»، وغيرها.:19
وكانت بعض تلك الأساطير تتخللها أبيات من الشعر، وجدت هوى في نفس الصبي، وأقبل على شراء دواوين الشعر التي كان يقرأها في نهم وشغف، إلى أن وقع في يده مجموعة من أشعار ابن الرومي ففُتن بها وعدها أمتع ماقرأ؛ وتعلم منها -كما كان يقول دائمًا- روح الهجاء، فكانت هي وأزجال محمد أفندي توفيق صاحب جريدة «حمارة منيتي» بداية سريان روح النقد اللاذع في دمه، وكان أسلوب محمد توفيق في هذه الجريدة قمة في السخرية.:19
واكتمل ارتشاف الطفل من الفن والأدب عندما سكن في منزلهم أستاذ تركي اسمه محمد طاهر، وقد رأى في بيرم ميله للشعر فأهداه كتاباً في فن العروض، وكان هذا الكتاب نقطة تحول في حياته؛ فما كاد يقرأه حتى بدأ محاولاته في عمل بعض الأزجال والأشعار.:19
وقرأ بيرم وهو في السابعة عشر كتابا في الصوفية لمحيى الدين بن عربي، وما إن قرأ الكتاب وحل ألغازه حتى بدأ يبحث عن كتب أخرى من هذا النوع فاشترى كتبًا؛ للمقريزي والغزالي والميداني، وقرأ في الأدب الشعبي لعبد الله النديم، وحفظ أزجال الشيخ النجار والشيخ القوصي، وحاول تقليدها.:20

### تعليمه

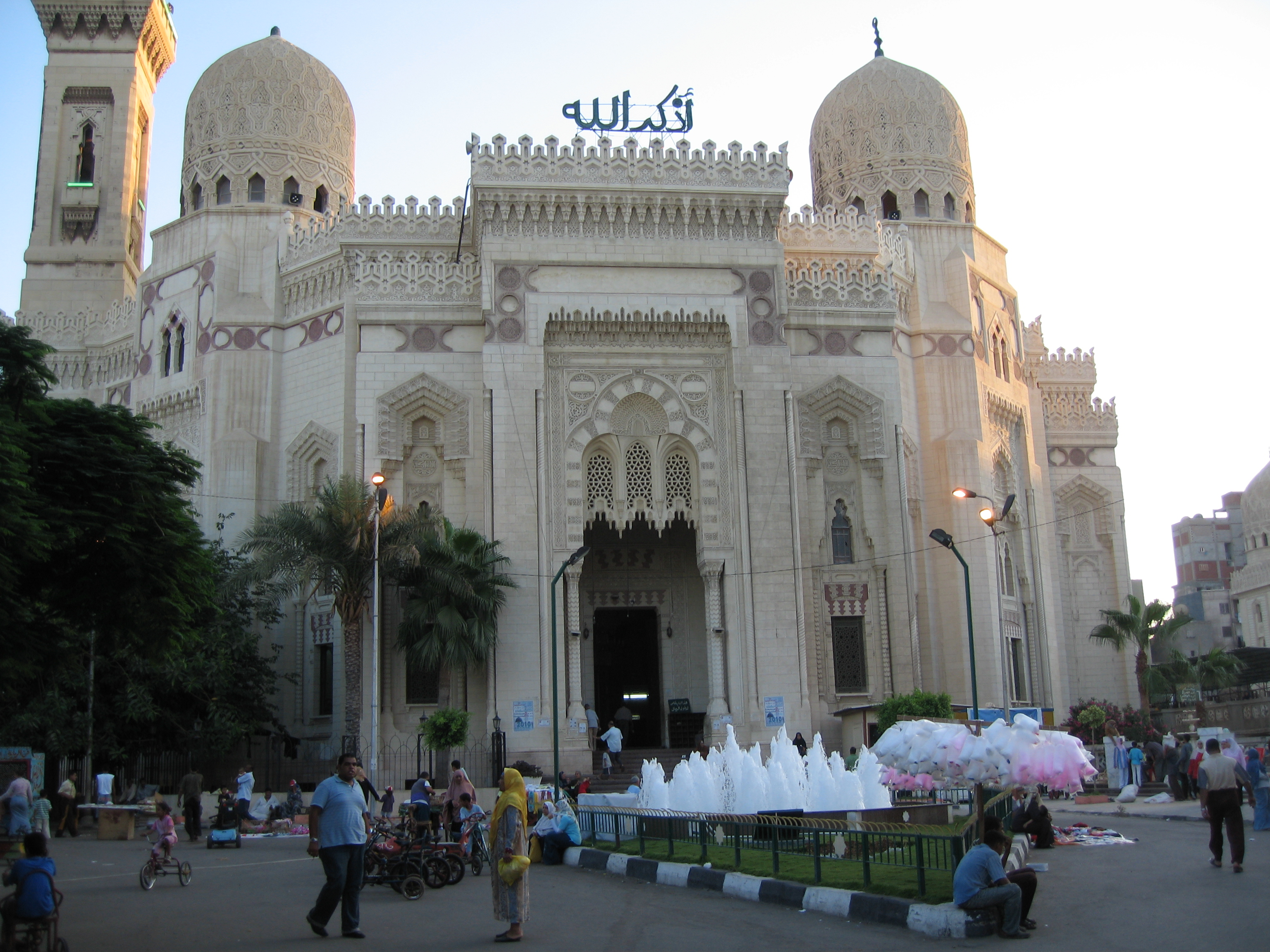
جامع المرسي أبو العباس، حيث المعهد الديني.

التحق بيرم بكُتاب الشيخ جاد الله، حينما أتم الرابعة من عمره، وكان الكُتاب يقع في حي زاوية خطاب الذي يتوسط بين حي الأنفوشي وحي الميدان الذي كان يقع فيه مصنع والده، فكان يخرج من الكُتاب إلى المصنع ليقضي باقي اليوم بعد الدراسة.:15
وكانت عقدة بيرم أنه بليد في الحساب، لا يعرف كتابة السبعة من الثمانية، لذا لم ينج من وطأة الفلقة في يوم من الأيام. ولم يعد يطيق الطفل قسوة الشيخ جاد عليه، فذهب لأبيه ذات يوم ليرجوه أن يرحمه من قسوة الشيخ ولكن الأب لم يأبه، وأجبره علي الذهاب للكُتاب، وكانت النتيجة عدم استيعاب الطفل لأي معلومات يقولها الشيخ، وبالتالي زيادة معاقبته، وعندئذ لم يجد الأب أي فائدة من تعليم الطفل الذي كان يطمع في رؤيته يوما ما فقيها في العلم، فاضطر لإخراجه من الكُتَّاب، ويجلسه مع أولاد عمه في دكان الحرير الذي يمتلكه.:16
ويحكي بيرم في مذكراته عن تلك الفترة من حياته أنه لم يستفد من الكتُاب إلا في الإلمام بمبادئ القراءة والكتابة فقط؛ فلم يكن للشيخ أي دور في تشجيعه على الثقافة أو النهم للمعرفة أو الاستدامة في القراءة.:16
وحاول والد بيرم أن يعود إلى محاولة جديدة لتعليمه، فأرسله إلى مسجد المرسي أبو العباس، حيث المعهد الديني، الذي كان يتردد عليه أغلب أبناء تجار الحي.:17 وأقبل بيرم على ما كان يلقى في هذا المعهد من دروس في نهم وشغف، ولكنه لم يكمل دراسته في هذا المعهد حيث جاء موت أبيه ليوقفه عن دروسه.:18

### تعاسة مبكرة
وفي العام الذي خرج فيه بيرم من الكُتاب، فُوجئ بحادثين: الحادث الأول هو مولد أخته وموتها بعد هذا الميلاد بثلاثة أيام، والحادث الثاني جاء عن طريق المصادفة، حينما اكتشفت أمه أن زوجها تزوج عليها سرًا من فنانة كانت تتردد على دكانه. وكان لهاتين الحادثتين أثر كبير على نفس الطفل حيث أصبح طفلًا حزينًا، لا يقبل اللعب مع الأطفال، وكان يكتفي بمراقبتهم وقت اللعب.:16
وزاد من ذلك الحزن وتلك التعاسة المبكرة موت الأب الذي لم يترك للأم والأخت والابن غير المنزل الذي يعيشون فيه، حيث استولت زوجة أبيه علي ثروته لحظة موته، والتي كانت خمسة ألاف جنيه ذهبًا، واستولى أبناء عمه على تجارة أبيه.:18 ونتيجة لذلك انقطع بيرم عن الدراسة وهو في الثانية عشرة من عمره، واضطر للالتحاق كصبي في محل بقالة، حيث أصبح رجل البيت، إلا أنه لم يستمر في هذا العمل حيث طُرد منه. ولم ينته الأمر عند هذا الحد من التعاسة حيث تزوجت أمه، والتحق بيرم بالعمل مع زوج أمه في عمله الشاق وكان يعمل بصناعة هوادج الجمال. ثم توفيت أمه عام 1910.:20

ويعلق بيرم على موت أمه قائلًا: 
| بيرم التونسي | ابتدأت حياة من الضياع، فقد انتقلت للإقامة مع أختي لأبي المتزوجة من خالي، وكانت تعد علي الأنفاس والحركات والسكنات وتضيق ذرعًا بأية خدمة تؤديها لي:20 | بيرم التونسي |

### زواجه
قرر بيرم الزواج وهو في السابعة عشر؛ خاصة بعدما ماتت أمه. فكلف شقيقته الكبرى للبحث له عن زوجة من أسرة محافظة في الحي، ووجدتها في ابنة تاجر عطارة، وتم الزواج وعاش معها في حجرة في بيت أبيها. ولكن الحياة كشرت عن أنيابها مبكرًا فأغلق بيرم محل البقالة الذي كان قد فتحه قبل الزواج، وأفلس، فلم يستسلم بيرم لذلك، فهو ليس وحده، وعلى عاتقه تقع مسئوليات زوجته، فباع المنزل الذي تركه له أبوه، وعمل في تجارة السمن من ثمن المنزل واشترى بباقي النقود بيتا صغيرا في الأنفوشي.:21
وماتت الزوجة بعد ست سنوات زواج؛ تاركة له ولدًا اسمُه محمد وبنتًا اسمها نعيمة. وحار الأب مع الطفلين، إذ لم يعرف كيف يعاملهما، وعندئذ لم يجد طريقًا سوى الزواج مرة ثانية، فيضطر بيرم للزواج مرة أخرى بعد 17 يوماً من موت الزوجة.:27

### بيرم شاعراً
كاد بيرم أن يقنع تمامًا بعمله الجديد، ويمضي في الكفاح من أجله إلى نهاية المشوار، لولا أنه فوجئ ذات يوم بالمجلس البلدي في الإسكندرية، وهو يحجز على بيته الجديد، ويطالبه بمبلغ كبير كعوائد عن سنوات لا يعلم عنها شيئًا. وكأن الدنيا أرادت بهذا الحدث أن تعلن عن مولد فنان، فقد اغتاظ بيرم، وقرر أن يرفع راية العصيان ضد المجلس البلدي بقصيدة يجعله فيها«مسخرة» في أفواه الناس، وهذه أجزاء من القصيدة تدل على نبرة السخرية والنقد التي بدأ بها بيرم حياته كشاعر ساخر، فيقول::22
| بيرم التونسي | يا بائع الفجل بالمليم واحدةً كم للعيال وكم للمجلس البلدي كأن أمي بلَّ الله تربتها أوصت فقالت: أخوك المجلس البلدي أخشى الزواج فإنْ يوم الزفاف أتى يبغي عروسي صديقي المجلس البلدي أو ربما وهب الرحمن لي ولداً في بطنها يدعيه المجلس البلدي | بيرم التونسي |

ونشرت القصيدة كاملة بجريدة «الأهالي» وفي الصفحة الأولى، وكانت أول قصيدة تُنشر لبيرم، وقد طُبع من العدد الذي نشرت فيه أربعة آلاف نسخة، وكانت النسخة تباع بخمسة مليمات، وأحدث نشرها دوياً؛ فلم يعد في الإسكندرية من لم يتكلم عنها، أو يحفظها أو يرددها، كما طلب موظفو المجلس البلدي ترجمتها إلى اللغات الأجنبية ليستطيعوا فهمها، فقد كانوا جميعاً من الأجانب.:23
ويقول بيرم:«لم اكتف بنشرها في الصحيفة، بل أصدرت كتيبًا يتضمنها، بعته بخمسة مليمات للنسخة الواحدة، فراج رواجًا عظيمًا وطبعت منه مائة ألف نسخة، وهكذا وجهني القدر إلى مهنة الأدب وسيلة للرزق، ثم دأبت على إصدار كتيبات صغيرة بها مختلف الانتقادات الاجتماعية».:23
بدأ بيرم بعد هذه القصيدة يتجه إلى الأدب؛ فترك التجارة واهتم بتأليف الشعر، إلا أنه أدرك بعد فترة أن الشعر وسيلة محدودة الانتشار بين شعب 95 في المائة منه لا يقرأون فاتجه إلى الزجل، ليقرب أفكاره إلى أذهان الغالبية العظمى من المصريين.
وكانت أزجاله الأولى مليئة بالدعابة والنقد الصريح الذي يستهدف العلاج السريع لعيوب المجتمع، وكان يعتمد في لقطاته الزجلية على السرد القصصي، ليصور العلاقات الزوجية، ومشكلات الطلاق، والعادات الاجتماعية الساذجة الموجودة آنذاك، مثل حفلات الولادة والطهور والزار.:23

## بيرم وسيد درويش

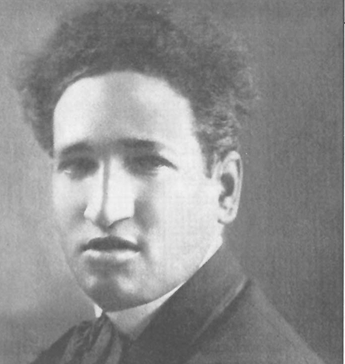
سيد درويش

يروي بيرم قصة لقائه بسيد درويش فيقول: «لازمت الشيخ سيد درويش وألفت له رواية شهرزاد بعيدًا عن النشاط السياسي، وعُرِّضَت بعد رحيلي الأول منفيًا إلى الخارج، وكان الاسم الذي اقترحناه للرواية هو «شهوزاد» إشارة إلى شهوات العائلة الحاكمة ولكن الرقابة منعت ذلك الاسم فعدلته» :42
وكان سيد درويش قد طلب من بيرم أن يؤلف له أوبريت يُلهب الحماسة في نفوس المصريين، ويدفعهم لمناهضة الاحتلال. فيقول لبيرم: «دائمًا حجة الإنجليز أمام العالم لتبرير استعبادنا أننا شعب ضعيف لا يستطيع حكم نفسه وأننا بحاجة إلى حماية مستمرة، وعلشان كده أنا شايف إن الأوبريت من أولها إلى آخرها لازم يكون فيها تمجيد للإنسان المصري» :43
فقام بيرم بتأليف شهرزاد للشيخ سيد، وأحداث هذا الأوبريت مقتبسة عن أوبريت «دوقة جيرولستين الكبيرة» للكاتبين الفرنسيين: ميلهاك وهاليفي.:43

ويأتي في هذا الأوبريت أروع ماقيل عن الشعب المصري::45
| بيرم التونسي | أنا المصري كريم العنصرين بنيت المجد بين الأهرمين جدودي أنشأوا العلم العجيب ومجرى النيل في الوادي الخصيب | بيرم التونسي |

## سنوات المنفى

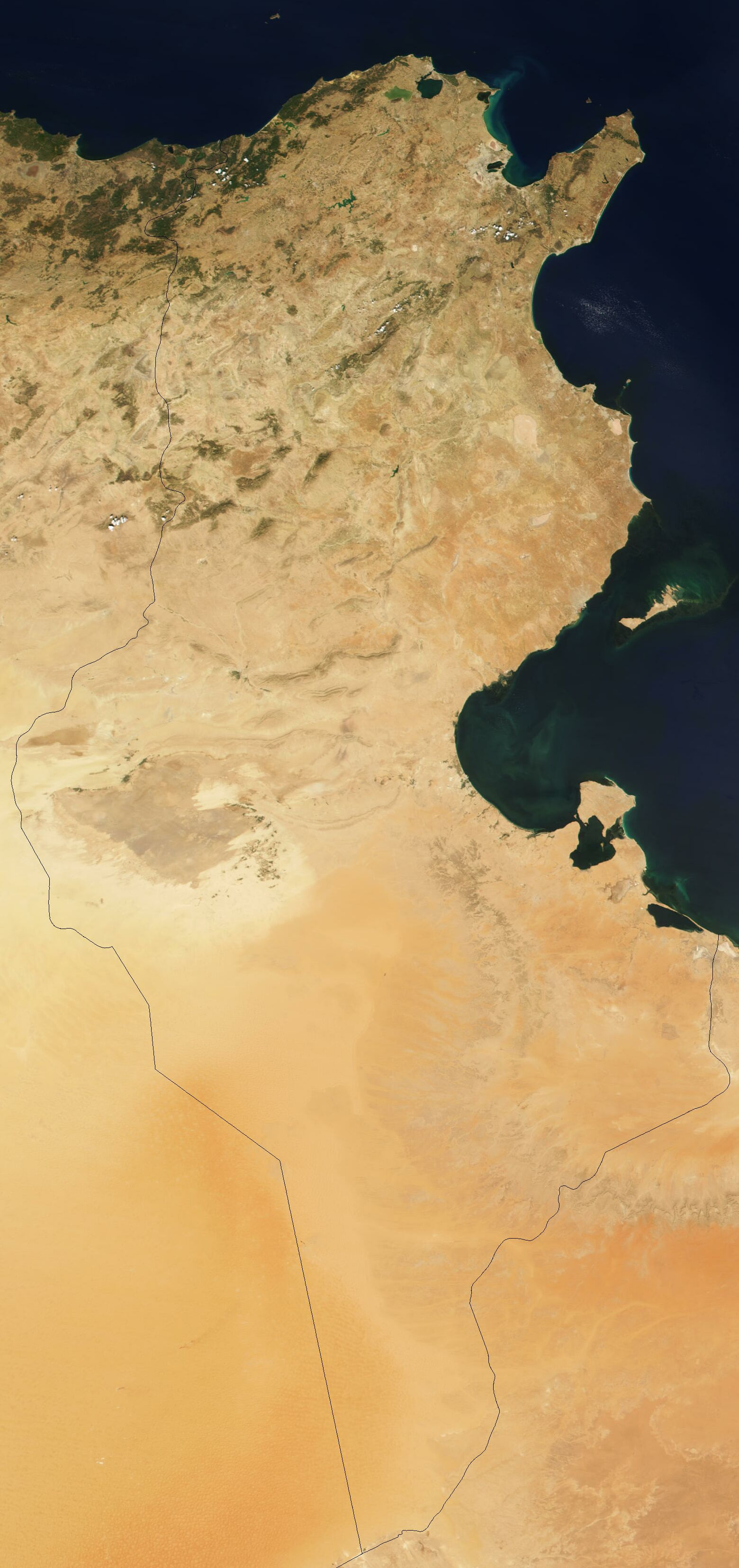
صورة فضائية لتونس، وطن أجداد بيرم

لقد صدر الأمر بإبعاد بيرم التونسي من مصر، ونفيه إلى وطن أجداده في تونس يوم 25 أغسطس عام 1920، في يوم كان الاحتفال بعيد الأضحى.:52
وكان سبب الإبعاد غضب الملك فؤاد عليه بسبب قصيدته «البامية الملوكي والقرع السلطاني»، وبتوصية من زوج الأميرة فوقية ابنة الملك فؤاد حيث هاجمه في مقال تحت عنوان «لعنة الله على المحافظ» حيث كان آنذاك محافظًا للقاهرة. وما إن وصل تونس حتى بحث عن أهل أبيه، ولكنهم طردوه ولم يساعدوه.:54 وحاول الاتصال ببعض الكتاب التونسيين للاشتراك معهم في إصدار صحيفة، ولكن الإدارة التونسية كانت تضعه تحت المراقبة منذ وصوله، باعتباره مشاغبًا وباعث ثورات، ولأن الدعاية التي أحاطته منذ وصوله أنه ينتمي إلى عائلة أصلها تركي وأنه كان أحد الثائرين في مصر ضد انجلترا، فقد جعلت تلك الدعاية -كما يقول بيرم- حينما يعود من جولته اليومية إلى الفندق الذي ينزل فيه يقول مديره للخدم: «أعطو التركي مفتاح غرفته عشان يرقد.»، ولهذا كله لم يستطع ممارسة أي نشاط صحفي أو سياسي طوال فترة إقامته، وسمحوا له بالأعمال التي تحتاج قوة جسمانية، فاشتغل في بعض المحلات التجارية، ثم اكتشف أن البوليس بدأ يضيق الخناق عليه، ويتتبعه في كل مكان يذهب إليه، فيقرر الرحيل من تونس بعد أربعة أشهر.:55
سافر إلى فرنسا وما إن وصل إلى ميناء مارسيليا الذي لم يحتمل المكوث فيه أكثر من ثلاثة أيام، انتقل بعدها إلى باريس التي شعر فيها بقسوة الغربة ولسعة البرد الشديد، ولا يعطل الناس عن الاستيقاظ مبكرين والتوجه إلى أعمالهم.:55
لقد دفعه ذلك إلى كتابة أبيات؛ يسجل فيها إعجابه بنشاط الشعب الفرنسي، وتسجيله لحزنه على مصر فكتب::55
| بيرم التونسي | الفجر نايم وأهلك ياباريس صاحيين معمرين الطريق داخلين على خارجين ومنورين الظلام راكبين على ماشيين بنات بتجري وياما للبنات أشغال وعيال تروح المدارس في الحقيقة رجال ورجال ولكن على كل الرجال أبطال ولسه حامد وعيشة واسماعين نايمين | بيرم التونسي |

يفشل بيرم في الحصول على عمل في باريس، فينصحه بعض المغتربين بالسفر إلى مدينة ليون، التي وصفها في مذكراته قبل وفاته بقوله: 
| بيرم التونسي | سعيت بنفسي إلى مدينة صناعة الصلب في فرنسا، تلك المدينة التي لأهلها قلوب مثل الصلب لا تعرف الرحمة أو الشفقة، وهي أيضًا مدينة مشهورة عند الفرنسيين أنفسهم بأنها مدينة معتمة.. وصلت لهذه المدينة في عز الشتاء ولأن جيوبي كانت شبه خاوية فقد أخذت المسألة من أقصر طرقها، وذهبت إلى أفقر أحيائها، واستأجرت فوق سطوح أحد المنازل شيئاً يسمونه حجرة، كانت من الخشب الذي حولته مياه الأمطار إلى مكان له رائحة من نوع خاص، إنها رائحة قريبة من العفن، وداخل تلك الثلاجة كنت أنام الليالي القاسية البرودة، وفي النهار كنت أسعى مع الفجر في البحث عن عمل قبل أن يتبخر آخر مليم في جيبي.:56 | بيرم التونسي |

والتحق بيرم بالعمل في أحد مصانع الحديد والصلب، ولكنه تركه بعد أن سقطت على فخذه قطعة حديد كبيرة، إلا أنه أستطاع أن يحصل على شهادة حسن سير وسلوك، وهي الشهادة التي سوف تسهل له العمل في فرنسا.:56
والواقع أن بيرم لم يستطع الحصول على عمل جديد في مدينة ليون بسهولة، فهي مدينة لا تحبذ اشتغال الأجانب، ولهذا بدأ يقتصد في وجبات طعامه؛ فجعلها وجبة واحدة في اليوم، ثم اختصرها إلى وجبتين في الأسبوع، وكان كلما أراد أن ينسى آلام بطنه الخاوية، جلس ليستجمع ذكرياته عن مدينة الإسكندرية، وحياته في مصر بين الأهل والأصدقاء.:56
وتنضب جيوب بيرم من النقود، وهو مازال يبحث عن عمل في المدينة التي لا تمنح طعامها إلا لمن يعمل، ويدخل في مرحلة الجوع الكامل، إنه لم يأكل منذ ثلاثة أيام، والجوع في مدينة درجة حرارتها تحت الصفر شيء قاتل لا يستطيع أن يصفه لنا إلا من ذاق قسوة التجربة بكل مافيها من ألم وعذاب.:58

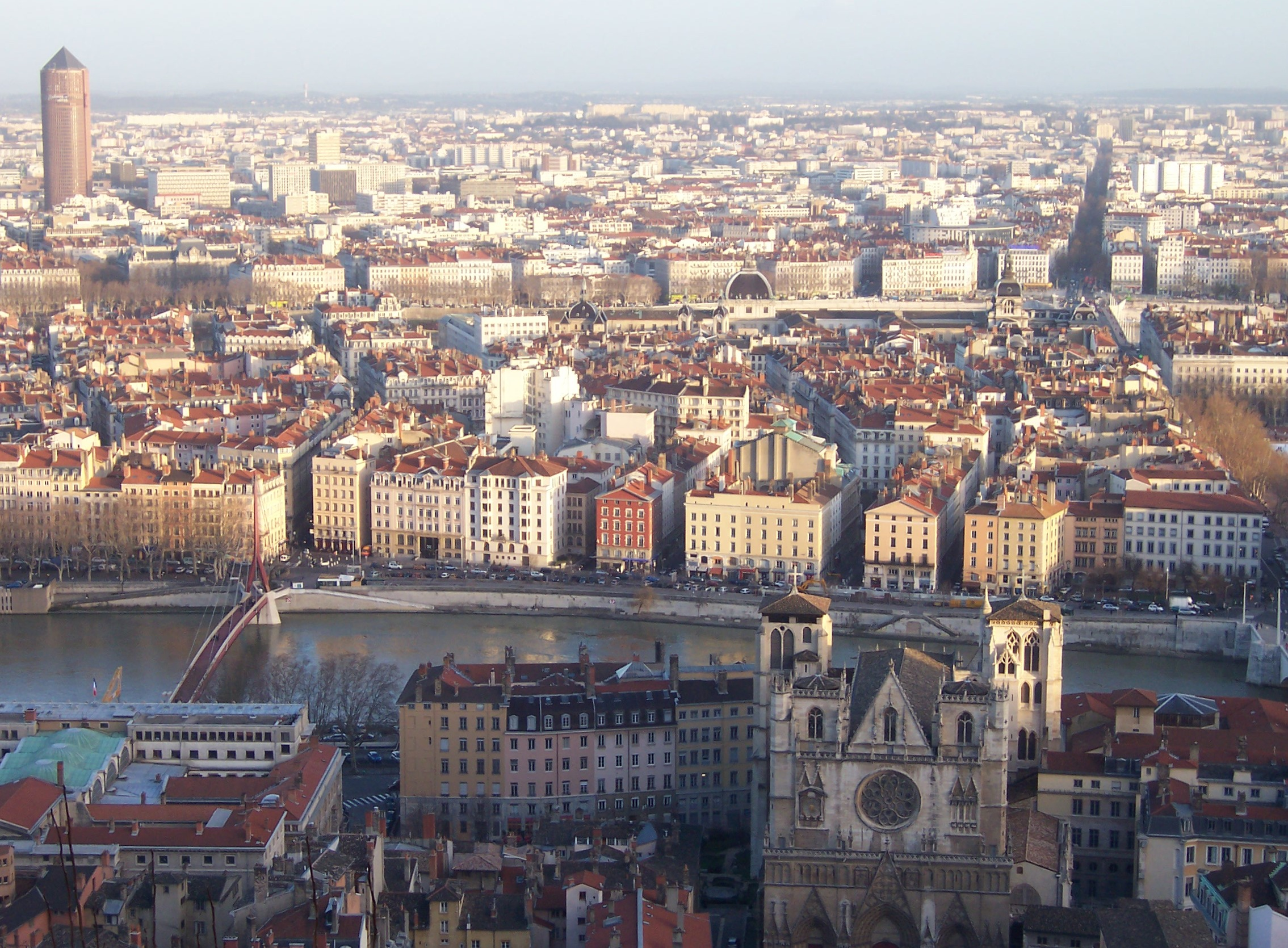
مدينة ليون

إن بيرم يروي تجربته مع الجوع في مدينة ليون فيقول: 
لا ينقذ بيرم من الموت جوعًا سوى عثوره على وظيفة في شركة المنتجات الكيماوية العالمية، فهو يتمتع بقوة جسمانية، ولكن يحتاج هذا العمل إلى طراز معين من الناس لديهم قدرة على تحمل الغازات الكيماوية الخانقة والمعادن القذرة، ويمنحونه في مقابل تلك الوظيفة القاتلة 20 فرنكاً في اليوم. وتأكل الوظيفة الجديدة جانبًا كبيرًا من عافيته، وتجعله يبدو في حياته إنسانًا كئيبًا، حزينًا، لا تعرف الابتسامة طريقها إلى وجهه، ورغم هذا فقد كان يعود من عمله في المناجم الذي يستغرق تسع ساعات ليبدأ في عمل جديد.:58 إنه يكتب أزجالاً ليرسلها إلى جريدة هزلية في القاهرة اسمها«الشباب» اتفق مع صاحبها «علي عبد العزيز الصدر» على أن يراسله، في مقابل أن يسلم لزوجته ثمن الأزجال، حتى تستطيع مع النقود القليلة التي يرسلها لها من ليون أن توفر أجرة المسكن والطعام.:59

### العودة إلى الوطن

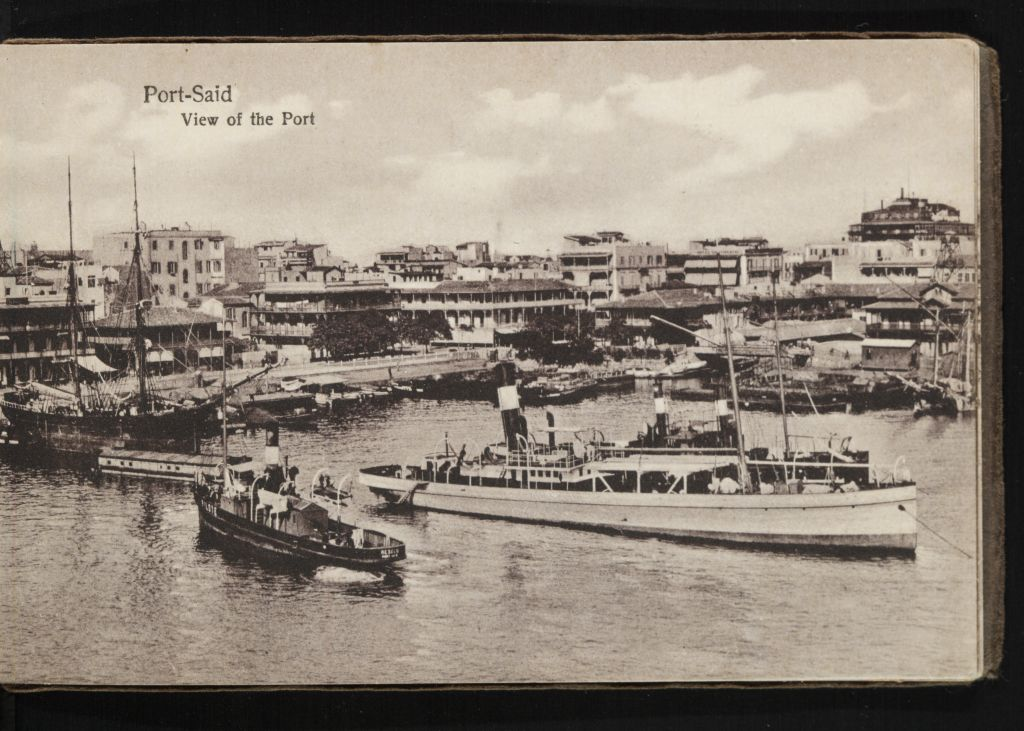
منظر قديم لميناء بورسعيد

لا يستطيع بيرم أن يواصل تلك الحياة القاسية، ثم أنه لا يتصور الابتعاد عن زوجته وأولاده لأكثر من عام ونصف؛ إنه يشعر بحنين إلى مصر، إلى أولاد البلد الذين أعطوه الإلهام. ولهذا يبدأ في البحث عن طريقة تساعده في العودة إلى مصر.:60
فلجأ إلى اختصار اسمه في جواز السفر الجديد الذي كان يحمل ختم القنصلية البريطانية، واستطاع بهذا الجواز أن يصعد إلى السفينة، وينزل في ميناء بورسعيد،:60 وذلك في يوم 27 مارس عام 1922.:63 ويتجه فوراً إلى الإسكندرية، إلى حي الأنفوشي، متخيلًا اللحظة التي سيلتقي فيها بزوجته، ويأخذ بين يديه مولودهما الذي لم يتعرف على ملامحه بعد، فقد ترك زوجته الجديدة وهي حامل. وماإن وصل إلى حي الأنفوشي حتى علم أن زوجته وضعت طفلة اسمها عايدة، وأنها طلبت الطلاق في فترة غيابه، وحصلت عليه بعد أن أثبتت أن زوجها مغضوب عليه، وليس هناك أي أمل في عودته للبلاد.:62
كان الوضع السياسي مُلتبس في هذه الأثناء، وسلطات الاحتلال تقمع أي معارضة، ونُفِّيَ سعد زغلول للمرة الثانية.:64 ولهذا فقد قرر بيرم ألا يغامر بالنزول إلى الشارع، وأن ينتظر لحظة هدوء تسود مصر، يحاول أثناءها أن يتصل ببعض الذين لديهم القدرة على الاتصال بالقصر، ليتوسطوا في إصدار العفو عنه والسماح ببقائه في البلاد دون تهديد أو خوف من افتضاح أمره.:64
ولكن انتظار بيرم طال في منزل أولاد عمه لمدة ثلاثة أشهر، قرر بعدها أن ينزل إلى الشارع ويمارس حياته العادية، فقد أصبح أمره لا يهم أحدا. بل ورأى أنه يستطيع السفر إلى القاهرة ليلتقي بعبد العزيز الصدر صاحب جريدة«الشباب»، وببعض الأصدقاء المخلصين الذين يستطيع الاعتماد عليهم في حل مشكلته.:65
لكن الحياة لم تطب لبيرم، حيث كان في كل لحظة مهددا بالإبعاد مرة أخرى إذا اكتشفت السلطات أمره حيث دخل مصر متسللاً. ولا يطيق بيرم هذا الخناق الذي كان يُقيد من حريته، حيث لا يستطيع الكتابة ونقد الأحوال ومناهضة الاستعمار خوفًا من النفي مرة أخرى. فيتفق مع صاحب جريدة الشباب بأن يرسل للجريدة كل أسبوع معظم مواد العدد، بشرط ألا يضع اسمه على الأزجال السياسية.:65
وواصل بيرم كتابة الأزجال السياسية التي ليست فقط بها نقد للحكم بل تتخطى ذلك بكثير، وأدى تعقد الأحوال السياسية وتشابكها آنذاك، وانشغال القصر بالصراعات مع المعارضة إلى اطمئنان بيرم وإلى تماديه في كتابة أزجاله التي تترجم إحساسه بالضيق والثورة.:68
استمر وجود بيرم في مصر لمدة 14 شهرًا، واُكْتُشِف أمر دخوله مصر متسللًا، وقُبِّض عليه للمرة الثانية، ويوضع يوم 25 مايو عام 1923 على ظهر أول سفينة تغادر البلاد إلى فرنسا.:69

### عودة إلى المنفى

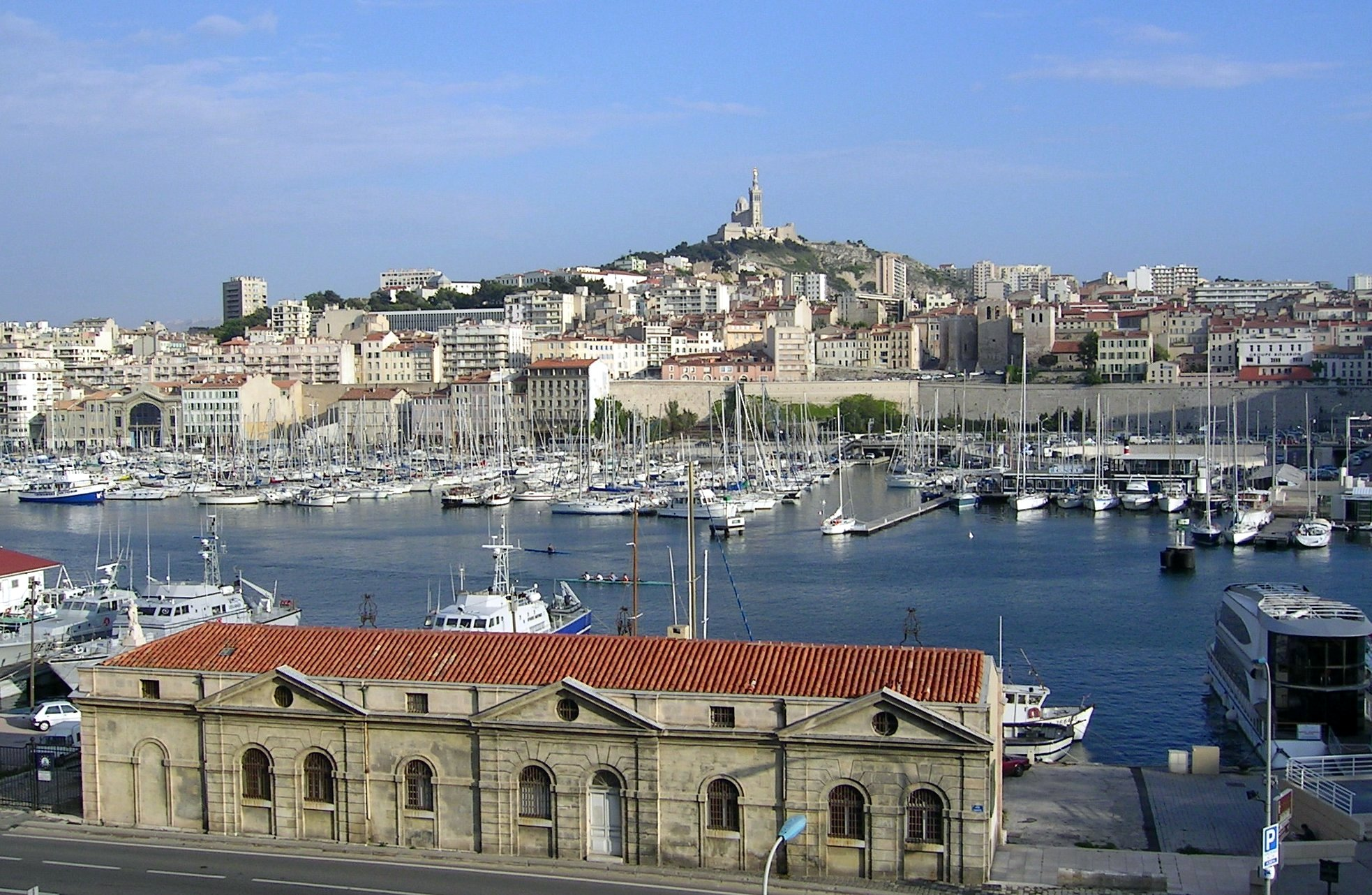
ميناء مارسيليا الذي عمل فيه بيرم حامل لحقائب المسافرين

يُرحل بيرم للمرة الثانية عن مصر، ويروي بيرم قصة هذا الرحيل بقوله: «إذا كان رجال السياسة لم يشعروا بوجودي حينئذ، فقد شعر بي الزملاء من أهل الأدب، فقاموا بإبلاغ السلطات عني وعن أمكنة وجودي وحركاتي وسكناتي، فقامت بترحيلي من جديد إلى خارج مصر».
وصل بيرم ميناء مارسيليا بفرنسا ليعمل شيالًا يحمل صناديق البيرة وحقائب المسافرين:79

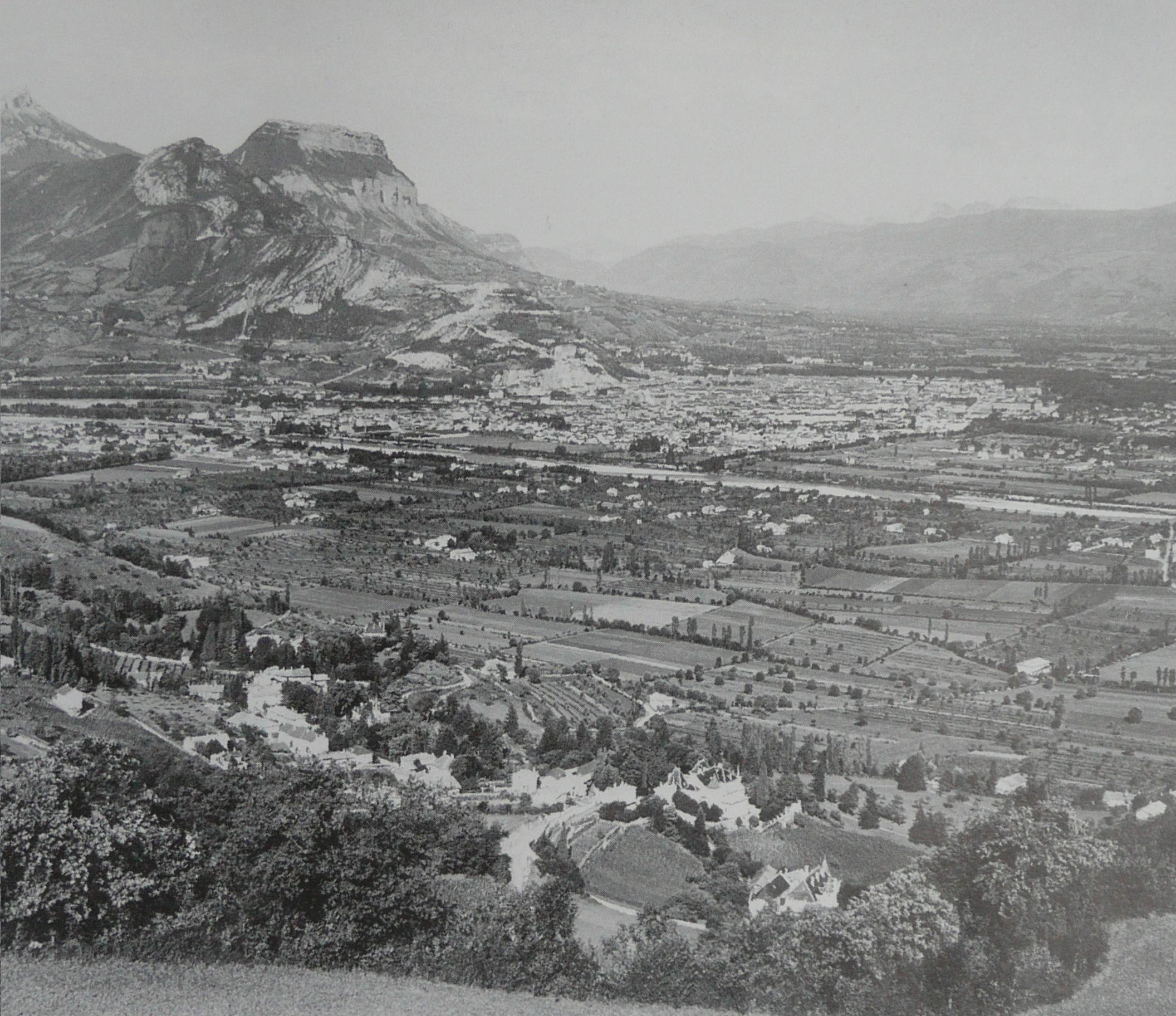
مدينة جرينوبل، فرنسا، وقت ما ذهب إليها بيرم

وبحث بيرم عن أي عمل في مصانع المدينة، إلا أنه لم يفلح في ذلك حيث كانت العقبات والعراقيل. ولم يتخلص بيرم من أزمته إلا عندما يقابل بالصدفة أحد المصريين ويحكي له مأساته فيتأثر بها، ويأخذه من يده ليتوسط له في شركة للصناعات الكيماوية، ويتسلم عمله الجديد، الذي وجد فيه منذ اليوم الأول أعظم طريقة للانتحار البطيء. ولم يستطع بيرم العمل في هذا المصنع لفترة طويلة، فقد مرض، ونقلوه إلى المستشفى، وعندما تم له الشفاء أقسم ألا يعود إليه مرة أخرى. ثم التحق بمصنع للحرير الصناعي في مدينة «جرينوبل» بجنوب شرق فرنسا، ومرض مرة أخرى نتيجة الغازات الخانقة التي يستنشقها في هذا المصنع أيضاً، ونقل إلى المستشفى، ولكن بقاءه فيها طال، ففصل من العمل.:80
قابل بيرم عزيز عيد في فرنسا، وطلب عزيز من بيرم أن يؤلف له مسرحية في مقابل عشرين جنيهًا كمقدم، وتكون أحداث هذه المسرحية مقتبسة من نص أجنبي، ثم سأله بيرم عن الطريقة التي يستطيع بها العودة إلى مصر، لأنه لم يترك وزيرا أو شخصية مهمة حضرت إلى فرنسا دون أن يقابلها، ولكن دون جدوى.:83
وقال عزيز لبيرم: إنه من جانبه سيحاول أن يثير مشكلته مع كل مسؤول يأتي إلى مسرحه. ووجد بيرم الرواية الأجنبية في رواية تسمى «لو كنت ملكاً»، وبدأ في تمصيرها وسماها «ليلة من ألف ليلة»، :84 ونجحت نجاحًا مبهرًا. وصل خطاب لبيرم من عزيز عيد أخبره فيه بأن يتفرغ لكتابة المسرحيات لفرقته وإرسالها إليه، وأنه سيمده باستمرار بالنقود بدون انقطاع، وأنه سيترك له حرية اختيار الأفكار دون تدخل من جانبه.:85
علم بيرم أن صديقه زكريا أحمد قد وصل إلى باريس، فأسرع لمقابلته، لكي يتوسط له عند القصر حتى يستطيع الرجوع لمصر، ولكن زكريا أحمد لم يعطه أملا في العودة في ذلك الوقت. ولم يجتمع بيرم وزكريا أحمد بعد هذه المقابلة، وترك زكريا باريس بعد أن أعطى وعداً لبيرم بمده بالنقود من وقت لآخر، وأنه سيبذل كل مافي وسعه في القاهرة للعمل على عودته إلى أهله وأولاده.:88
مرت تسع سنوات قضاها في فرنسا بعد نفيه من مصر للمرة الثانية، لا ينقطع فيها بيرم رغم الألم النفسي والجسدي الذي عاناه من الانقطاع عن تأليف أبدع الأزجال التي كان يرسلها إلى الصحف وناشري الكتب بصفة مستمرة، ولم يمنعه من مواصلة الكتابة سوى خروج الصحف الفرنسية ذات يوم وبها إنذار يطالب الأجانب بالاستعداد لمغادرة البلاد والعودة إلى أوطانهم فورًا.:96
فتذكر بيرم في هذه اللحظة آلامه في المنفى، والدنيا التي تنكرت له، وحياة التشرد التي عاشها، إن آهاته تصل إلى عنفوانها عندما يصف الجحود الذي اُستقبل به في مصر وتونس وباريس، فيقول::98
| بيرم التونسي | الأولة مصر قالو تونسي ونفوني والتانية تونس فيها الأهل جحدوني والتالتة باريس وفيها الكل نكروني | بيرم التونسي |

ويُرحل بعد ذلك من فرنسا لتونس ومن تونس لسوريا ومن سوريا يوضع على ظهر سفينة لنفيه لأي دولة في شمال أفريقيا، واستطاع أثناء ترحيله أن يهرب عن طريق أحد البحارة المصريين وينزل بورسعيد هاربًا، خشية أن يراه أحد، وكان وصول بيرم إلى مصر في اللحظات التي صاحبت انتخابات البرلمان الجديد، في 8 أبريل عام 1938.:129 ويبدأ بيرم في مصر حياة من الهروب والخوف التي كان يعيشها خشية أن يكتشف أحد أمره فيُنْفَى من مصر مرة أخرى.
ويطلب من زوج ابنته سعيد راتب أن يذهب إلى جريدة الأهرام، ويقابل صديقًا من المعجبين به ويعطيه خطابًا مهمًا. وكان هذا الصديق هو الصحفي كامل الشناوي الذي كتبه بمجرد هروبه من السفينة، والذي كان يقول فيه: 
| بيرم التونسي | غلبت أقطع تذاكر وشبعت يارب غربة | بيرم التونسي |

ويطلب بيرم في هذا الخطاب من كامل الشناوي أن ينشره له..ويتصل كامل الشناوي بأنطون الجميل رئيس تحرير الأهرام..ويروي له قصة هذا الخطاب فيفاجأ برئيس التحرير نفسه وهو يقول له: أن محمد محمود رئيس الوزراء ومحمود فهمي النقراشي وزير الداخلية، وأحمد حسانين الأمين الأول في القصر، من أشد المعجبين ببيرم، وقد سمعت منهم بعض أزجاله وسأتصل بهم وأستأذنهم في نشر هذا الزجل، وبعد ساعتين استدعى أنطون الجميل كامل الشناوي وقال له:
- مبروك انشر الزجل في الصفحة الأولى.:143
وكانت هذه أول مرة ينشر فيها الأهرام زجلاً في الصفحة الأولى..وقدم هذا الزجل كامل الشناوي بقوله: إنهم تلقوا هذا الزجل من مجهول وهو بخط بيرم التونسي، وطلب في هذا التقديم العفو عن صاحب الزجل خاصة وأن زجله ملئ بالاستعطاف، وما أن نشر هذا الزجل حتى أصدر وزير الداخلية أمرًا بتجاهل وجود بيرم في مصر.:143

## بيرم وأم كلثوم
تقابلت أم كلثوم ببيرم في نهاية عام 1940.:185 كان بيرم قد عاد إلى مصر متسللاً بعد عشرين سنة في المنفى وذلك في 8 أبريل عام 1938، وظل مختفياً حتى صدر العفو عنه.
وكان صيته قد ذاع في تلك الفترة، وعرف الوسط الفني والأدبي قصته بما فيه أم كلثوم التي كانت تعرف ماضيه في الصحف وتأليف المسرحيات الغنائية، فطلبت من شيخ الملحنين الشيخ زكريا أحمد أن يعرفها على الزجال بيرم التونسي.:185
وتم التعارف بين بيرم وأم كلثوم، واتفقت معه على مجموعة من الأغاني يلحنها زكريا أحمد.
وبدأ بيرم في أول أعماله الغنائية مع أم كلثوم في أبريل عام 1941، بتأليف أغنية «أنا وأنت»، ثم يتبعها بأغنية أخرى وهي أغنية «كل الأحبة» التي يقول في مطلعها::186
وبدأت رحلة الأعمال الفنية لأم كلثوم مع كلام بيرم وألحان زكريا أحمد. فغنت أم كلثوم أيضاً من كلام بيرم وألحان زكريا أحمد أغنية «إيه أسمى الحب»، وأغنية «الآهات» والتي ترددت أم كلثوم كثيراً في غنائها لولا إقناع الشيخ زكريا أحمد لها، وعلى الرغم من ذلك حققت الأغنية نجاحاً قوياً جداً، حتى وأنها ما إن انتهت من الغناء حتى تواصل التصفيق لأم كلثوم أكثر من عشر دقائق، وكانت هذه أطول مدة تصفيق استقبل فيها الجمهور أغنية من أغانيها طوال حياتها.:186
وتوالت الأغاني التي قدمها بيرم لأم كلثوم نذكر منها :189
« حلم» :191 « أنا في انتظارك» :191 « الأولة في الغرام»:192 « حبيبي يسعد أوقاته»:192 « أهل الهوى» :193 « شمس الأصيل» :194 « الحب كده» :195 « القلب يعشق كل جميل».:196
وهناك أغاني أخرى غنتها أم كلثوم لبيرم وربما كانت أقل شهرة من الأغاني السابقة مثل «أكتب لي من غير تأخير» و«البدر أهو نور» و«أنا ليه أجاسر وأعاتبك»، و«في أوان الورد ابتدا حبي» و«ياقلبي ياما تميل بنظرة» و«حيران ليه يادموعي».:197
كما غنت له بعض الأناشيد الوطنية مثل أغنية «صوت السلام»، والتي كانت سبباً في حصوله على ميدالية برونزية من المجلس الأعلى للفنون والآداب.:197
بالنظر إلى قائمة أعمال أم كلثوم، إضافةً إلى مصادر أخرى، نجد أن بيرم التونسي ألّف لأم كلثوم 33 أغنية، منها 3 أغانٍ مفقودة (أنا وإنت، كل الأحبة، اكتب لي)، وأغنيتين باسم «يا جمال يا مثال الوطنية» (كلامهما مختلف، ولحنهما واحد). وإذا استعرضنا مسيرة بيرم التونسي مع أم كلثوم نجد أنها تنقسم إلى مرحلتين أساسيتين:
- المرحلة الأولى التي بدأت بأغنية أنا وإنت عام 1941 واستمرت حتى عام 1947، وكانت جميع أغانيه لأم كلثوم من تلحين زكريا أحمد.
- بين المرحلتين كان فيلم فاطمة نقطة فاصلة حيث غنت أم كلثوم لأول مرةٍ من تأليفه وتلحين محمد القصبجي، ورياض السنباطي.[28]
- المرحلة الثانية بعد فيلم فاطمة حيث لحن رياض السنباطي جميع الأغاني التي غنتها أم كلثوم من شعر بيرم، باستثناء أغنية «بالسلام إحنا بدينا» (لمحمد الموجي)، و«هو صحيح الهوى غلاب» (لزكريا أحمد).

### الأغاني التي ألفها بيرم التونسي لأم كلثوم
تلحين زكريا أحمد: أنا وإنت، كل الأحبة، اكتب لي، أنا في انتظارك، الآهات، إيه اسمّي الحب، حبيبي يسعد أوقاته، أهل الهوى، الأولة في الغرام، غني لي شوي، سلام الله على الحاضرين، قولي ولا تخبيش، يا عيني يا عيني، في نور محياك، برضاك يا خالقي، الأمل، حلم، الورد جميل، نصرة قوية، هو صحيح الهوى غلاب.
تلحين محمد القصبجي: يا صباح الخير يا للي معانا، نورك يا ست الكل.
تلحين رياض السنباطي: بطل السلام، بعد الصبر ما طال، الحب كده، شمس الأصيل، صوت السلام، ظلموني الناس، القلب يعشق كل جميل، يا جمال يا مثال الوطنية، يا سلام على عيدنا.
تلحين محمد الموجي: بالسلام إحنا بدينا.

وكان بيرم ينتقد حال الأغنية التي هبطت إلى الحضيض في ذلك الوقت فيقول: 
| بيرم التونسي | وقد مُنيت مصر بعدد هائل من المؤلفين الجهلاء الذين تنقصهم حتى الثقافة العامة، والذين يحفظون عددأً من الألفاظ يبدلونها ويغيرونها كأحجار الدومينو.:189 | بيرم التونسي |

## حياته الصحفية

### المسلة والخازوق

غلاف أول عدد من جريدة المسلة ويحمل صورة بيرم 4 مايو عام 1919

اختار بيرم لجريدته التي سيصدرها اسم المسلة. وطبع من أول عدد خمسة آلاف نسخة، وكتب بيرم العدد الأول من صحيفة المسلة من الغلاف إالى الغلاف.:32
ونزل بيرم في يوم 4 مايو 1919 ليوزعها بنفسه على المقاهي، وفي محطة الإسكندرية، وعلى الطلبة، وموظفي دواوين الحكومة والتجار. وأصبحت هذه الصحيفة منذ أول أيام صدورها حديث معظم أهالي الإسكندرية، فهي تهتم بمشكلات الناس وتقف بجانب القضية المصرية المناهضة للاحتلال، ولهذا أحبها الناس وتحمسوا لصدورها.:32
كانت «المسلة» في 16 صفحة، على غلافها صورة لبيرم التونسي، واستطاع أن يتغلب على مشكلة تصريح إدارة المطبوعات بأن كتب على الغلاف بدلًا من العدد الأول الجزء الأول بقلم محمود بيرم التونسي (صاحب قصيدة المجلس البلدي). ونشر في غلافها الأخير بياناً بموضوعات العدد القادم من الجريدة التي من بينها: عريضة زجلية مرفوعة من الشحاذين إلى الأغنياء ينادون بإنشاء ملجأ للحرية، ومقالة عن الرشوة والمرتشين ونصائح لأمينة التي لا تعرف ما لها وما عليها، وغير ذلك من الموضوعات التي تخص الجماهير.:32
وفي بداية صفحات العدد الأول زجل سياسي طويل يهاجم فيه الاستعمار الإنجليزي الثقيل الذي لا يريد أن يبارح أرض مصر، والزجل بعنوان «يامتعتع الحجر»، وبعد أن يبدأ فاتحة الزجل بالصلاة على النبي، ووصف حالة الذل والهوان والضيق الذي وصل إليه أبناء الشعب المصري، ينتقل إلى وصف حالة الفلاح المصري وقت الاحتلال بقوله::33
| بيرم التونسي | بعت عفشي وبعت ملكي وبعت بابي والطاحونة والحمار والبطانية أسأل البنك العقاري وبنك رومة تعرف المبلغ وشيكات العزومة والتلم مش طالع إلا بالحكومة إن كانت تنفع وبالقدرة القوية قلت أنا في عرضك يا أبو العباس يا مرسي زحلق البلوة وحق الزيت عليا | بيرم التونسي |

ولا يقتصر العدد الأول من جريدة المسلة على مهاجمة الاستعمار، ولكن بيرم جعل من نفسه مصلحًا اجتماعيًا، فهاجم المرأة الجاهلة والتربية الخطأ والمظاهر الكاذبة والإسراف فيقول: 
| بيرم التونسي | لقد شخص أطباء الأخلاق داء هذه الأمة، فأجمعوا على أن المرأة أصل جرثومته، فأوجبوا تعليم الناشئات ليكن أمهات صالحات لتربية النشء المقبل، إلا أن نساء اليوم يبقين على جهلهن المطبق أو ينقرضن وهذا رأي حسن، وأحسن منه استئصال الداء من أصوله، فنعلم أمهات الحاضر اللاتي يورثن بناتهن جهلاً قد يلحق أحفاد الأحفاد.:34 | بيرم التونسي |

نجح العدد الأول من الجريدة، فقرر أن ينقل نشاطه الصحفي من الإسكندرية إلى القاهرة، حتى يكون قريبًا من الأحداث، وحتى يتسنى له المشاركة في أحداث البلاد.:38 وظهر العدد الثاني من المسلة في القاهرة، بعد ذهاب سعد زغلول إلى باريس لحضور مؤتمر فرساي لعرض قضية البلاد.
ظهر هذا العدد وفيه هجوم شديد على مفتي الديار المصرية الشيخ «محمد بخيت» لمعارضته سفر سعد زغلول واختلافه مع وجهات النظر الوطنية.:39 يتفاءل بيرم في أزجال هذا العدد بسفر سعد والوفد المصري إلى فرنسا لدرجة أنه تصور أن هذا السفر سيحقق حتماً الاستقلال، فكتب في العدد نفسه زجلاً يهنئ فيه مصر بقوله: 
| بيرم التونسي | يابت نلت استقلالك..وهل هلالك..جل جلالك..رغم العذول | بيرم التونسي |

وما أن صدر العدد الثاني من المسلة، حتى ثار الشيخ بخيت وأصدر بياناً يتهم فيه بيرم بالكفر والإلحاد.:39
تولى بيرم مهاجمة الذين يتاجرون بالدين ويرتكبون الجرائم في حق الوطن تحت ستاره، ولهذا ناصبه بعضهم العداء ولقبوه بالمارق، واعتبروا ما يكتبه أشد من الكفر نفسه.:41 ولكنه لم يهتم بهذا الاتهام الخطير، ومضى في طريقه دون توقف، ولم يكتف في صحيفته بمهاجمة الدخلاء على الدين، ولكنه أعلن الثورة ضد كل الأمور المنتقدة الموجودة في مصر..الاستعمار..والعملاء..ورجال القصر الوصوليين..والبلطجية..والعادات الاجتماعية السيئة.:42
وظل مستمرًا في إصدار صحيفته حتى وصل إلى العدد رقم 13، والتي شن بيرم فيه هجوما زجليًا على السلطان فؤاد وابنه فاروق. وعلى إثر ذلك أصدر السلطان أمرًا بإغلاق تلك الصحيفة بلا رجعة. لكن بيرم عانده وأصدر صحيفة أخرى اسمها «الخازوق» :47
والتي صدر منها عدد واحد فقط ثم أغلقت ونفي بيرم بعدها إلى تونس.:50

### صحيفة أخبار اليوم
في عام 1950، كانت صحيفة أخبار اليوم تبحث عن أقلام مشهورة تجعلها تقف في وجه المنافسة الحامية بينها وبين الصحف الأخرى ، ولهذا اتصلت ببيرم، وطلبت منه أن يمدها كل أسبوع بزجل اجتماعي، تدفع فيه عشرة جنيهات، ويحتل باستمرار بروزًا عريضًا في الصفحة الأخيرة.:149
ولم يُصدق بيرم هذا العرض في بداية الأمر، إلا عندما استلم بيده ثمن أول زجل كتبه في الصحيفة، فهو لم يتقاض قبل الكتابة في أخبار اليوم أكثر من ثلاثة أو خمسة جنيهات في الزجل الواحد.:149 وكان أول زجل ينشر لبيرم في أخبار اليوم في مارس عام 1950، هو ما كتبه تحت عنوان «فوضى» وفيه انتقد حياة الشعب المصري التي لا تعرف الدقة والنظام والنظافة، فيخاطب في البداية بقوله::149:150
| بيرم التونسي | تقول في بيتنا أو في بيتكم هي هي المشكلة ستات حاجتها كلها عايشه عيشه هرجله ستات عجايز أو صبايا فوق بعضها متكتوله خلوا عقولنا زيهم متشوشه ومتبرجله درج المعالق يتحشر فيه قطن طبي ومبشره وعلبة الشاي ياعالم تتركن فوق صندره فيها مسامير، واسبرين، وجوز شراب ومكحله | بيرم التونسي |

ويمضي بيرم في كتاباته في أخبار اليوم، شاهرًا سيفه مثل أبطال الأساطير الشعبية، فمثلما كان أبطال السيرة الشعبية يقهرون الشر والظلم بما لديهم من قوة وذكاء وقدرة على التحمل والمثابرة، كان بيرم يمضي في إصرار وعناد، واهبًا قلمه لبتر كل الصفات الرذيلة في المجتمع المصري التي تؤدي إلى الانحراف والخنوع والسلبية والهوان الاجتماعي، :150 فهو يكتب مثلًا عن «النشالين»، «جنون الموضة بين الهوانم»، «أطفال الشوارع».:151 ويتعرض بيرم بأزجاله في أخبار اليوم لكل مظاهر الفساد والاستغلال والرشوة، فيكتب تحت عنوان«خيبة» قائلاً::152
| بيرم التونسي | أنا كنت اتمنى أمسك منطقة تموين سكانها في المية مية عيانين جعانين واكسب بجرة قلم أربع خمس ملايين ومن ورايا رئيس يشهد بأني أمين | بيرم التونسي |

ولم يترك بيرم منحى من مناحي الحياة إلا وانتقده، فنجده مثلًا ينتقد الصحافة النسائية التي تنشر دائمًا أبوابًا للطهو والمأكولات المنزلية، تغالي في أوصافها، مع أنها بعيدة عن متناول المواطن العادي، فكتب تحت عنوان أبلة نظيرة قائلًا::153
| بيرم التونسي | أنا اللي للطرشي والجبنة القريش محتاج توصف لي أبلة نظيرة مخ بالعصاج ولسان بتلو، يابيه، أو صاندوتش دجاج إيش خلا أهل البسيطة كل يوم في هياج | بيرم التونسي |

وكانت كتابات بيرم في أخبار اليوم تتناول قضايا أخرى مثل: الضياع، والسوق السوداء، وفوضى التليفونات، والإيمان بالخرافات، وفضائح التنويم المغناطيسي، والدعوة لمواصلة تطور المرأة، وأزمة المواصلات.:153 وكانت أيضًا كتاباته لا تتجاهل القضايا الثقافية والفلسفية، ولهذا يناقش في أحد أزجاله قضية الاقتباس من الموسيقى الأجنبية، وكيف يبرر الفنان عملية السطو الواضحة على أساس أنها خطوة لتطوير الموسيقى العربية.:153 وفي زجل أخر يناقش قضايا فلسفية، ويظهر ذلك في زجله عن مفهوم الوجودية.:154
ولم يغفل بيرم في كتاباته في أخبار اليوم الجوانب السياسية، من نقد للأوضاع في البلاد في ظل تعدد الأحزاب. فكتب ينتقد هذا الوضع تحت عنوان الهتاف تارة وتارة أخرى تحت عنوان الظلمات.:154
وانتهى مشوار بيرم في صحيفة أخبار اليوم في 18 أغسطس عام 1951 .:155

### جريدة الجمهورية
بدأ مشوار بيرم في «جريدة الجمهورية» عام 1955، وذلك بعد تركه لجريدة «المصري»، وكتب فيها في البداية أزجالًا تلفت نظر الثورة إلى الأحوال الاجتماعية التي يجب معالجتها والتصدي لها بصراحة في المجتمع المصري، كما يكتب أيضًا بعض الفوازير التي تشير إلى بعض الأسماء السياسية المنحرفة في بعض الدول العربية.
ومن الأزجال التي تلفت النظر في «جريدة الجمهورية» عند بداية اشتغال بيرم بها، تلك التي نشرها تحت عنوان «كفاح الشعب»، وقدم فيها قصة الحملة الفرنسية على مصر في 26 حلقة متتالية. وفي تلك الحلقات وصف لنا بيرم احتلال الفرنسيين للإسكندرية، على طريقة سرد الشاعر الشعبي لسيرة«أبوزيد الهلالي» و«سيف بن ذي يزن» وغيرها.:170
وقال بيرم تعليقًا على عودته إلى السياسة في تلك الفترة: 
| بيرم التونسي | عدت إلى السياسة بعد أن زال الطغاة، وقام الجيش بكل ما ناديت به من إصلاح، كما قضى على ما كنت أهاجمه من فساد، فالحمد لله أنني لم أمت قبل أن تتحقق أمالي.:177 | بيرم التونسي |

## بيرم والسياسة

أحد الطوابع تحمل صورة بيرم التونسي

كان ميلاد بيرم بعد 11 عاما من دخول الإنجليز مصر، وضربهم الإسكندرية، وقبضهم على عرابي ونفيه.:14 وكان الخديوي عباس حلمي الثاني وقتها حاكمًا لمصر،  وكان الأجانب في مدينة الإسكندرية يعاملون أهلها معاملة جائرة، فانجلترا أعلنت صراحة منذ احتلالها لمصر أن حكمها يقوم على أساس رعاية المصالح الأوربية وحمايتها، وكان الخليفة العثماني آنذاك في الأستانة ضعيفًا، حتى فرنسا التي تصور بعض الوطنيين أنها قد تساعد مصر ضد الاحتلال الذي تعيش فيه كانت هي الأخرى لا تمثل قوى يُعتد بها في المجال الدولي بعد أن هزمتها ألمانيا في الحرب الفرنسية البروسية في عام 1870، إلى أن ظهر مصطفى كامل مُطالبًا بالاستقلال.:14
وفي ذلك الوقت، كان بيرم في مرحلة طفولته، فلم يُدرك مدى الظلم الاجتماعي الواقع على كاهل أهل حيه والأحياء المجاورة، إلا أن الصورة البائسة ظلت عالقة في ذهنه ، فقد وصفها بيرم قائلا: «عشت في حي صورة طبق الأصل من عشش الترجمان القاهرية..كنت ترى رجالاً تُرقص القرود..ونساءً يتجولن في الأزقة بمعيز ترعى القمامة..وأطفالاً يجمعون السبارس..وكانت أكثر المباني مؤلفة من عشش الصفيح المرقعة بالخيش والأبراش التي يعلوها الدجاج والمعيز..وكان قسم كبير من هذه العشش يمتد في شارع رأس التين الموصل إلى السراي العامرة حتى يشاهدها السفراء والقناصل في كل تشريفة».:15

### بيرم وثورة 1919

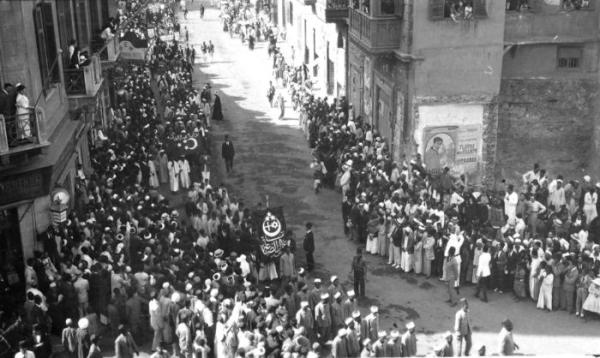
جانب من المظاهرات ضد الاحتلال البريطاني

تنطلق شرارة ثورة 1919 بعد اعتقال سعد زغلول وزملائه في 8 مارس عام 1919 ونفيهم جميعا إلى جزيرة مالطة، وتزداد الثورة اشتعالًا في النفوس، وتتأهب الأمة للكفاح، ويسعى بيرم مع أولاد البلد للانضمام إلى صفوف الطلبة والعمال، ويرى أنه يستطيع أن يقوم بدور مهم في صفوفهم لإذكاء الروح القومية بين أصحاب القضية أبناء الشعب، الذين لا يستطيع المستعمر أن يقبض عليهم جميعًا.:28
تضامن بيرم مع طلبة المعاهد الدينية والمدارس الذين قرروا الإضراب في الإسكندرية يوم 12 مارس احتجاجًا على سلطات الاحتلال، ويجتمع معهم في ميدان مسجد أبي العباس المرسي، ويسير في المظاهرات إلى مبنى المحافظة القديم بشارع رأس التين، وكان الهتاف بالحرية والاستقلال، ولكنهم قبل أن يصلوا إلى المكان، خرجت عليهم قوات البوليس تجري خلفهم بالعصا، فقد أصدر جارفز بك حكمدار الإسكندرية، والمستر أنجرام مأمور الضبط أوامر لقوات الأمن بفض المظاهرات تنفيذًا للأوامر العسكرية التي تحرم أي تجمهر.:32
إلا أن المظاهرات في الإسكندرية لم تنقطع، فقد كانوا كلما فضوها بالقوة عادت للسير من جديد في الأيام الأخرى، ويأتي يوم 17 مارس، لتخرج فيه من حي الأنفوشي أكبر مظاهرة شهدتها الإسكندرية آنذاك، ولهذا أحاطتها القوات البريطانية، وحاولت أن تمنعها من مواصلة السير، ولكنها لم تستطع، وعندئذ أطلقت عليها النيران، فاستشهد 16 قتيلًا وأصيب 24 جريحًا من بين طلبة المدارس الصناعية والثانوية والمعاهد الدينية، وأدى هذا الحادث إلى غليان أهالي الإسكندرية، فخرجوا في مظاهرات أشد وأقوى، هاتفة بالحرية والاستقلال.:28
ويعبر بيرم بنفسه ويستطرد في رواية ذكرياته عن تلك الفترة بقوله: 
| بيرم التونسي | اشتركت في الثورة على طريقتي الخاصة، لم أقذف بالحجارة، ولم أحطم مصابيح النور، وإنما نظمت مقطوعات، فكانت أشد وأقوى من الحجارة، بل ومن القنابل أيضاً. | بيرم التونسي |

وأدرك بيرم أثناء اندلاع الثورة أن المستعمر ينهب خيرات بلاده، ويعيدها إلى الناس في صورة بضائع حتى يروج أسواقه فيقول::29
| بيرم التونسي | أتركونا ننتفع من خير بلادنا مش بلادكم، وأسمحوا نسبك حديدنا مش حديدكم، والسماد عايزين سمادنا مش سمادكم، ياللي ناويين تدبحونا | بيرم التونسي |

وكان بيرم يرسل قطع زجلية إلى الصحف التي كان يكتب لها مثل«الاكسبريس»، إلى أن أصدر بيرم جريدته«المسلة» التي كان ينشر بها أعماله وقطعه الزجلية.

### بيرم وثورة 1952

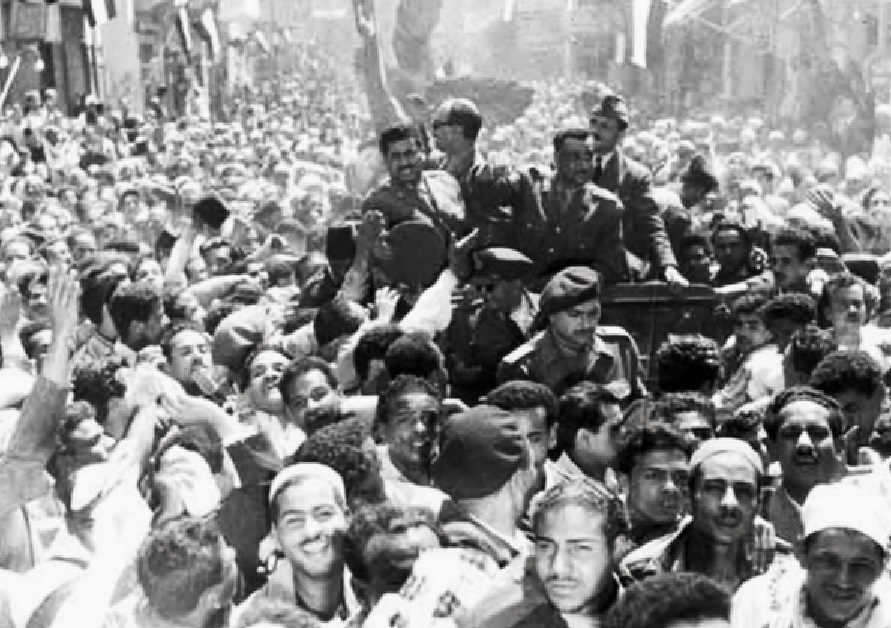
استقبال الجماهير للثورة في عام 1952

كان بيرم يوم 23 يوليو 1952 جالسًا على المقهى الذي اعتاد الجلوس عليه بجوار منزله في حارة النواوي بشارع السد البراني، وكان في ذلك الوقت يكتب زجله لجريدة «المصري». إذا به يسمع المذيع في الراديو وهو يعلن خبر قيام ثورة من الجيش في مصر، ولا يملك بيرم نفسه من الفرحة، فيقوم ليهنئ كل الجالسين على المقهى، ويجري بكل قوته إلى الإذاعة المصرية، ليقف أمام الميكروفون، وهو يتنفس لأول مرة من أعماله نسائم الحرية.:167

يقف ليقول للمستمعين زجلًا على نفس وزن بحر الزجل الذي شتم به السلطان فؤاد، ويبدأ هذا الزجل بنفس مطلع الزجل القديم، فيقول::167
| بيرم التونسي | العيد ده أول عيد عليه القيمة، مافيهشي تشريفة ولا تعظيمة صابحين وأعراضنا أقله سليمة، والقيد محطم، والأسير متحرر مرمر زماني يا زماني مرمر | بيرم التونسي |

و سخر بيرم قلمه لخدمة الشعب وأغراض الثورة، وعندما حصل بيرم على الجنسية المصرية في عام 1954، فإنه اعتبر ذلك خير رد لاعتباره من جانب الدولة المصرية.:170

## من أقواله
تكلم بيرم عن النقد ودوره في المجتمع فقال::121
| بيرم التونسي | النقد امتداد للنبوة، ولولا النقاد لهلك الناس ولطغى الباطل على الحق ولامتطى الأراذل ظهور الأفاضل، وبقدر ما يخفت صوت الناقد يرتفع صوت الدجال | بيرم التونسي |

وقد قال يومًا معلقًا على الانحطاط الذي وصلت إليه الأغنية بأن قال::6
| بيرم التونسي | الأغنية مدرسة، تستطيع أن تعطينا قيمًا سليمة، أو تدس لنا سمومًا خبيثة، فهي أخطر أداة للنشر في هذا العصر، والمُحزن أنه لا أحد يدرك أو يقدر خطر الأغنية على الناس، لا المؤلف ولا الملحن ولا المطرب | بيرم التونسي |

وحينما سُئل عن دور الفن في الحياة الفرد قائلًا::6
| بيرم التونسي | الفن هو التأثير الوجداني للحياة، والفنان الأصيل هو الذي يعبر في صدق عن عواطفه ومشاعره | بيرم التونسي |

قال في مصر:
| بيرم التونسي | قومي اقلعي الطرحة السوده يا أم الهرمين.. وركبي الورده الموضة.. بين النهدين.. يا أم الخصال المعبودة.. أنا أحطك فين | بيرم التونسي |

قال في الشعب المصري:
| بيرم التونسي | يامصري ليه ترخي دراعك.. والكون ساعك.. ونيل جميل حلو بتاعك.. يشفي اللهاليب.. خلق إلهك مقدونيا.. على سردينيا.. والكل زايطين في الدنيا.. ليه إنت كئيب.. ماتحط نفسك في العالي..وتتباع غالي.. وتتف لي على اللي في بالي.. من غير ماتعيب | بيرم التونسي |

### قالوا عنه
قال عنه الكاتب كامل الشناوي: «فنان ثائر، عاش طوال حياته يعاني العرق والقلق، وشظف العيش، وقد يتهيب-خاصة المثقفون- عندنا من الاعتراف به في حين كانت جامعات أوروبا تدرس آثاره وتعترف بموهبته الأصلية وفنه الرفيع».:8 ومدح أحمد شوقي زجل بيرم حيث قال عنه: «هذا زجل فوق مستوى العبقرية». وقال عنه الدكتور طه حسين: «أخشى على الفصحى من عامية بيرم».

## أعماله
| - أنا في انتظارك - أهل الهوى - هو صحيح الهوى غلاب - الأمل - حبيبي يسعد أوقاته - غنيلي شوي شوي - يا صباح الخير - الورد جميل - الأولة في الغرام - شمس الأصيل - الحب كده - القلب يعشق كل جميل | - أحبابنا يا عين - يالله توكلنا - بساط الريح - أكل البلح - يالله سوا - هلت ليالي - مرحب مرحبتين - الليلة نور هل علينا - محلاها عيشة الفلاح |

| - يا جمال يا مثال الوطنية - بطل السلام - بعد الصبر ماطال - بالسلام إحنا بدينا | - حاتجن يا ريت يا إخوانا مارحتش لندن ولا باريس - يأهل المغنى دماغنا وجعنا - يا حلاوة الدنيا ياحلاوه - ياللي تحب الفن وغاوي |

### أعماله للإذاعة
- سيرة الظاهر بيبرس
- أوبريت عزيزة ويونس [1][25]